# Верколье, Ян
Ян (Йоханнес) Верколье (нидерл. Johannes Verkolje или нидерл. Johannes Vercolje; 9 февраля 1650, Амстердам — апрель 1693, Делфт) — нидерландский живописец и гравёр, работавший в технике меццо-тинто.

## Биография

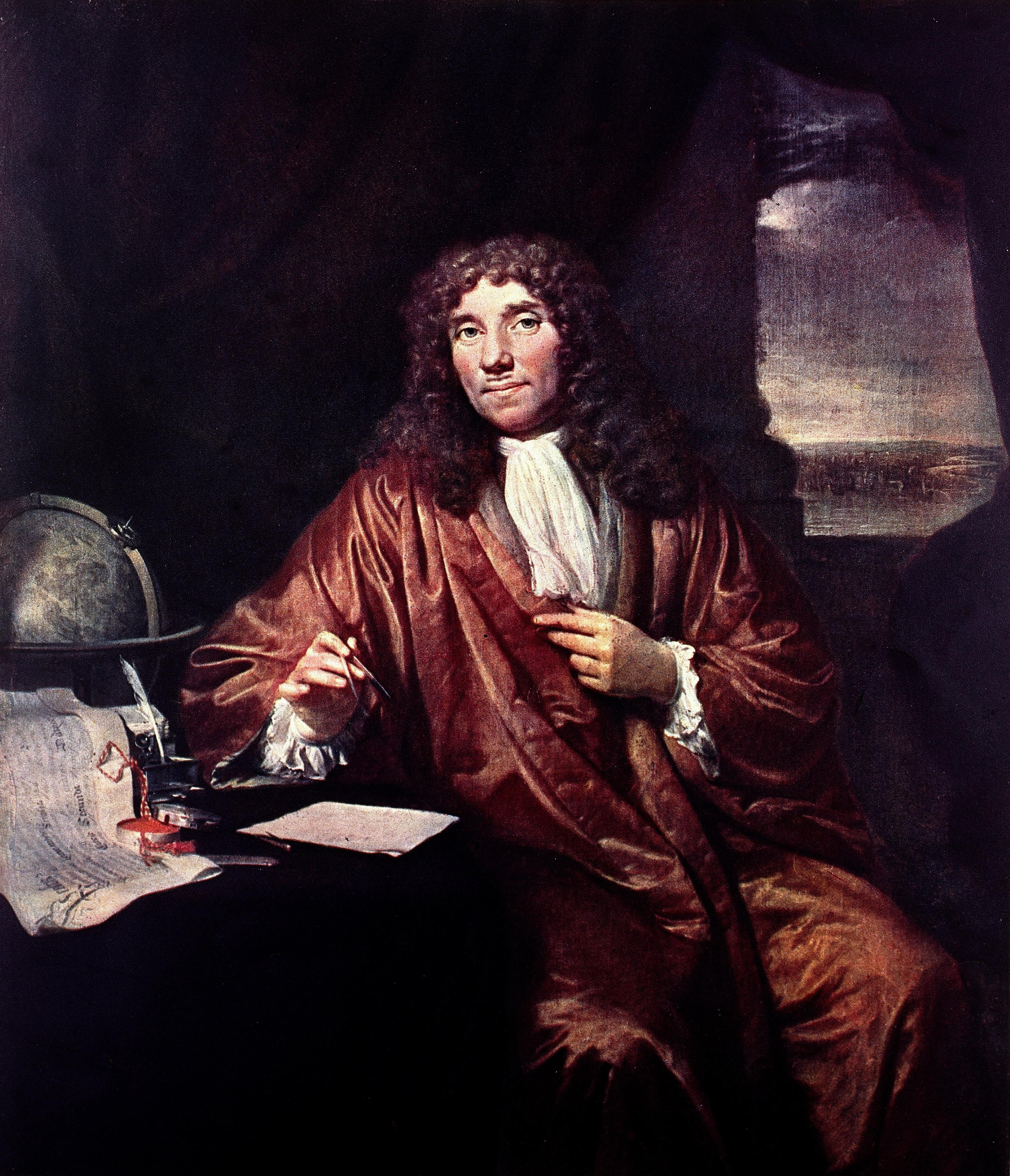
Ян Верколье. Портрет учёного Антония ван Левенгука. Музей Wellcome Collection, Лондон.

Уроженец Амстердама, сын слесаря. В детстве повредил ногу в результате несчастного случая, после чего был три года прикован к постели. Появившееся таким образом свободное время, редкое для мальчика из небогатой семьи, проводил, рассматривая недорогие гравюры, которые его родители могли позволить себе купить. Выздоровев, Верколье решил во что бы то ни стало стать художником. 
По словам современника-биографа, Арнольда Хубракена, Верколье был вундеркиндом: с нуля овладел искусством перспективы всего за месяц. Среди его учителей был художник Ян Ливенс.
В 1672 году Ян Верколье переехал в Делфт, где вскоре женился и открыл собственную живописную мастерскую.
У художника и его жены было восемь детей, из которых до взрослого возраста дожили пятеро. Старший из них, Николас Верколье, сам стал известным художником и гравёром.
Уже в 1673 году Ян Верколье стал членом Делфтской гильдии Святого Луки (гильдии художников) и в дальнейшем несколько раз избирался главой гильдии. 
Верколье портретировал наиболее обеспеченных и уважаемых жителей города Делфта, среди которых был учёный Антоний ван Левенгук, известный, как изобретатель микроскопа. Кроме того, Верколье был автором многочисленных жанровых сцен и гравюр, выполненных в технике меццо-тинто.
Умер художник сравнительно молодым и был похоронен в Делфте.
Картины Яна Верколье хранятся в ГМИИ имени Пушкина в Москве и, предположительно, в Тюменском краеведческом музее, а также в ряде ключевых европейских музеев.

## Галерея

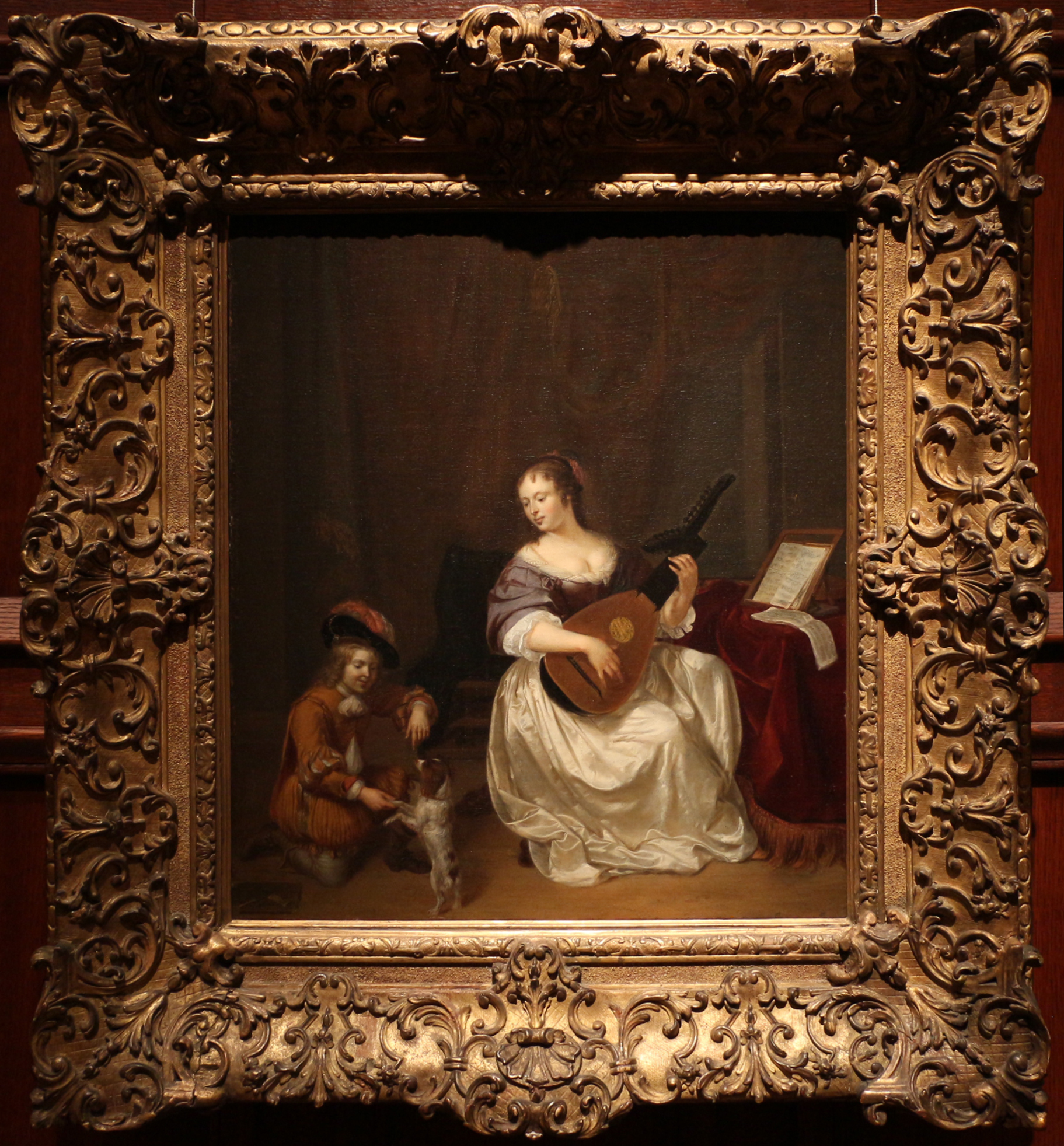
Лютнистка с мальчиком и собакой. Художественный музей Цинциннати, Цинциннати, штат Огайо, США.
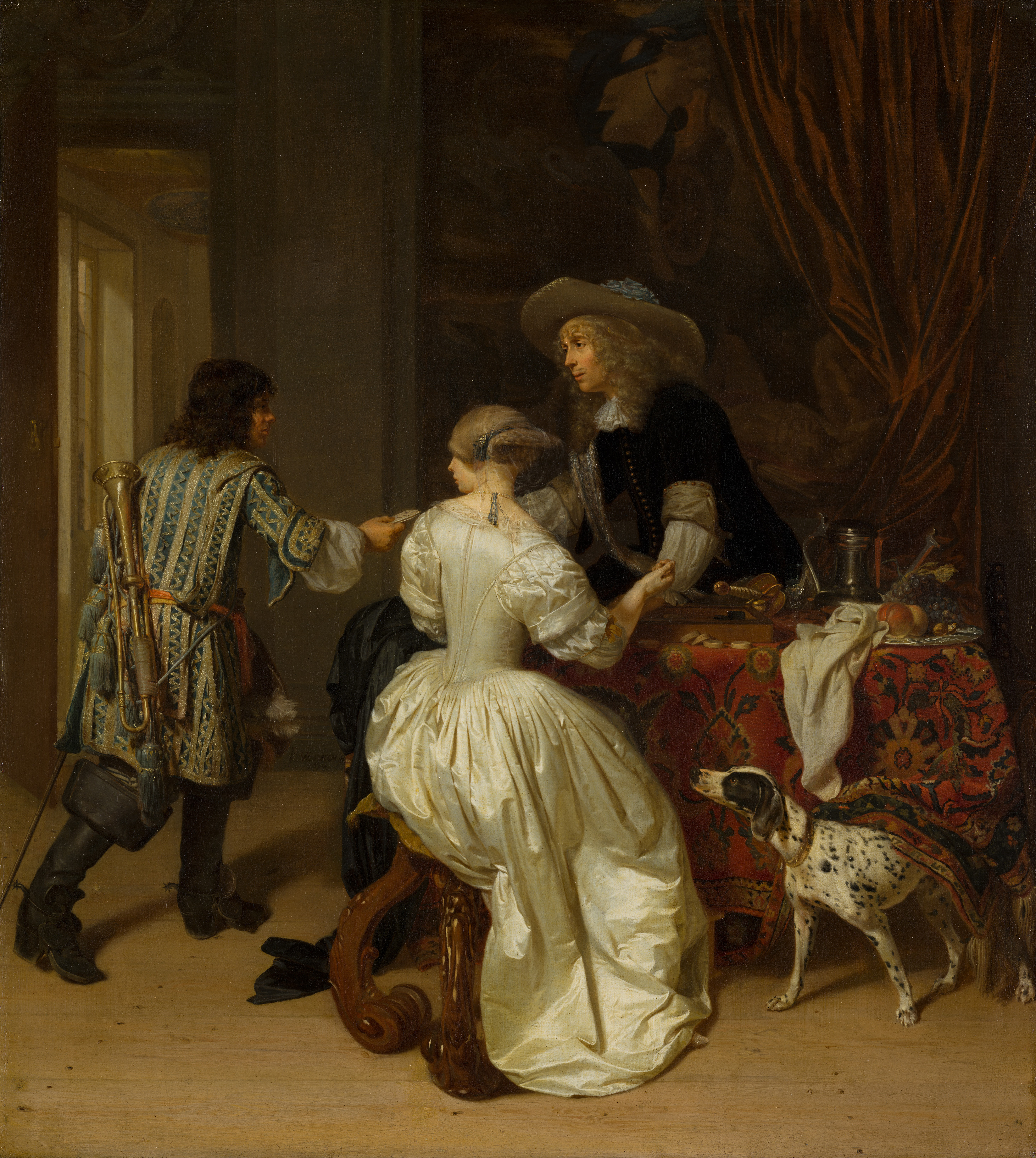
Гонец. Королевская галерея Маурицхёйс, Гаага, Нидерланды
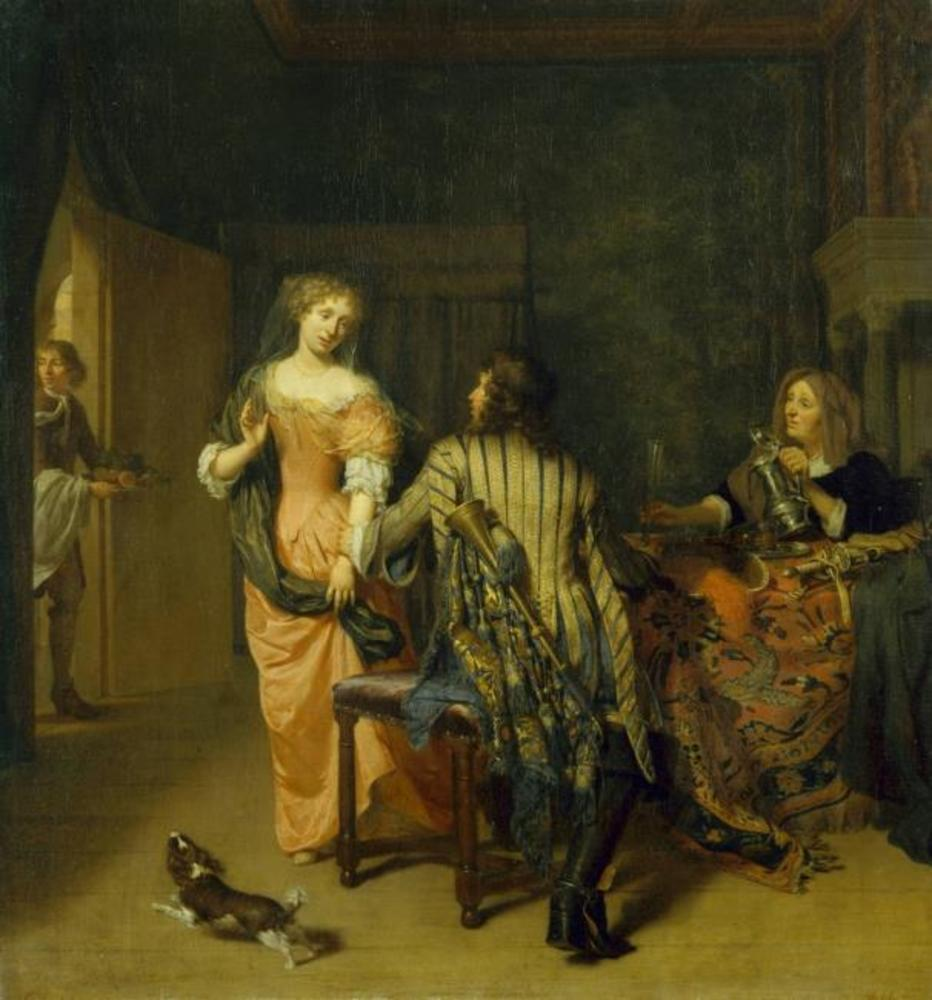
Трубач и красавица. Картина, связанная сюжетом с предыдущей (?). Государственные художественные собрания Дрездена, Германия.
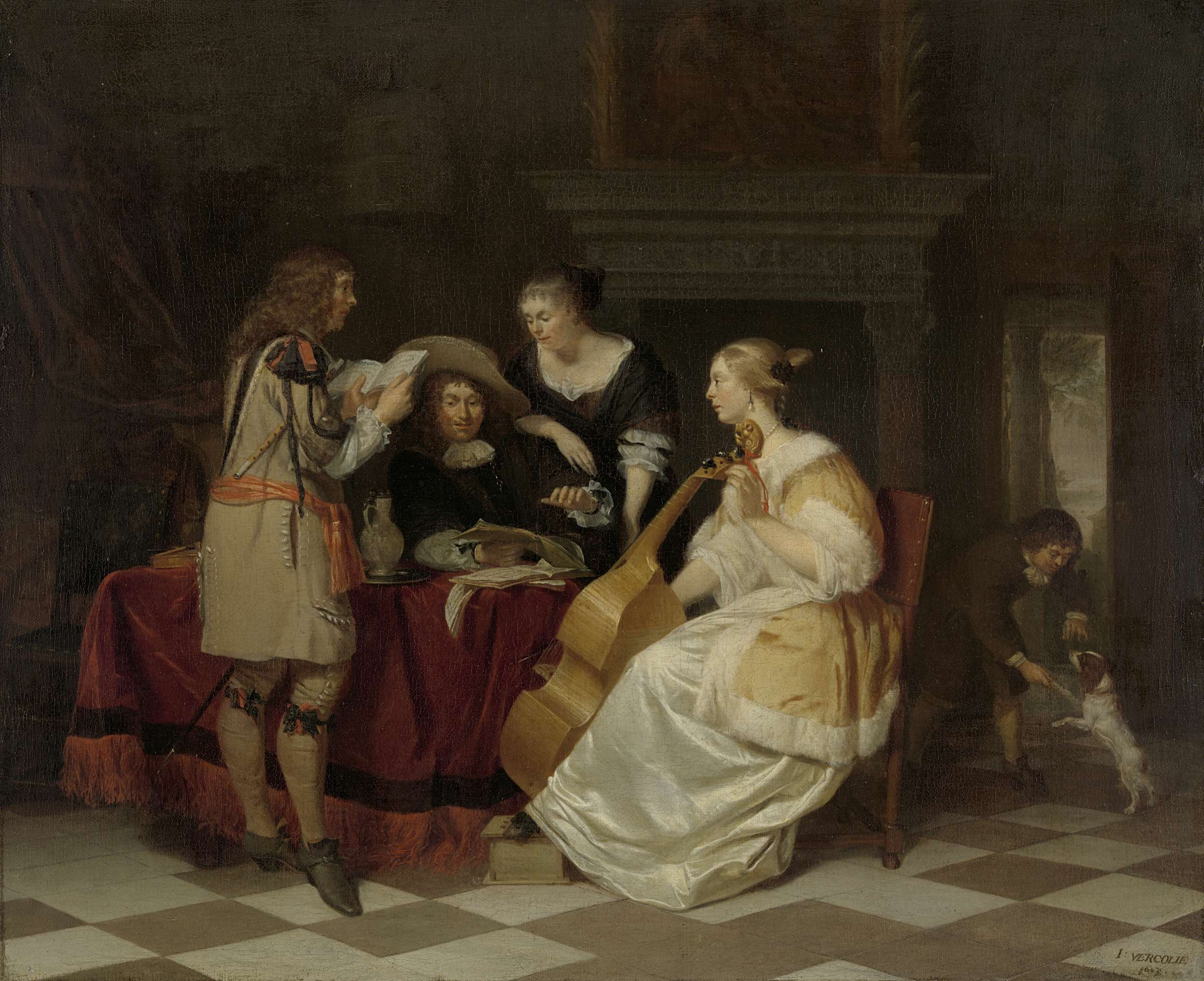
Музицирующая компания. Рейксмюсеум, Амстердам.
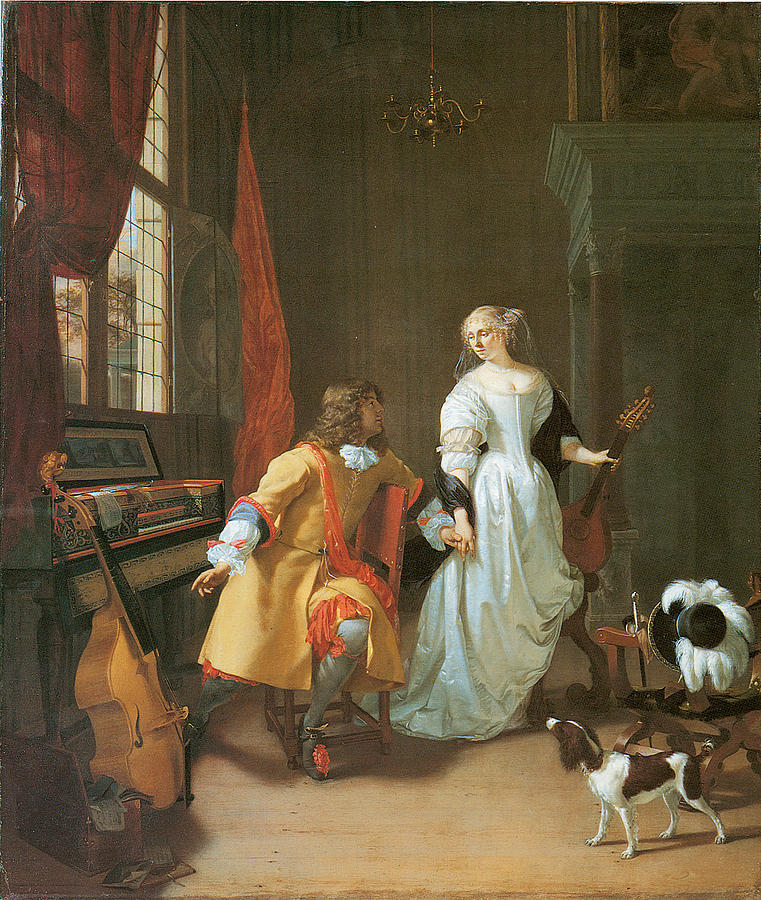
Жанровая сцена с элегантной парой музыкантов («Учитель музыки»?). Частная коллекция.
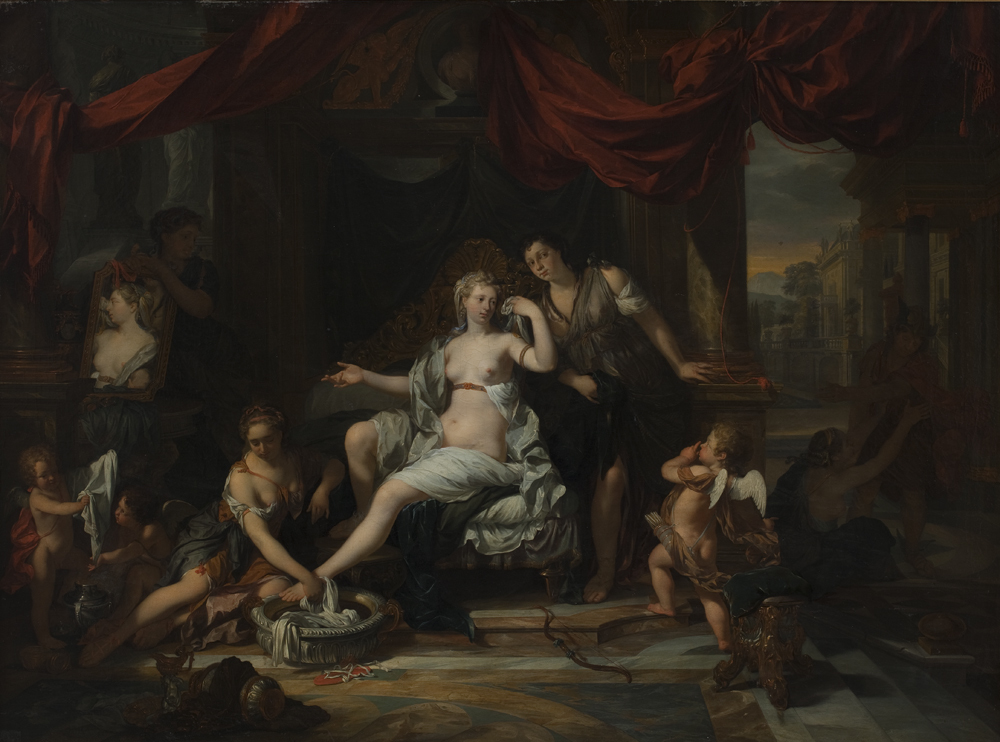
Меркурий и Герса. Государственный музей искусств, Копенгаген, Дания.
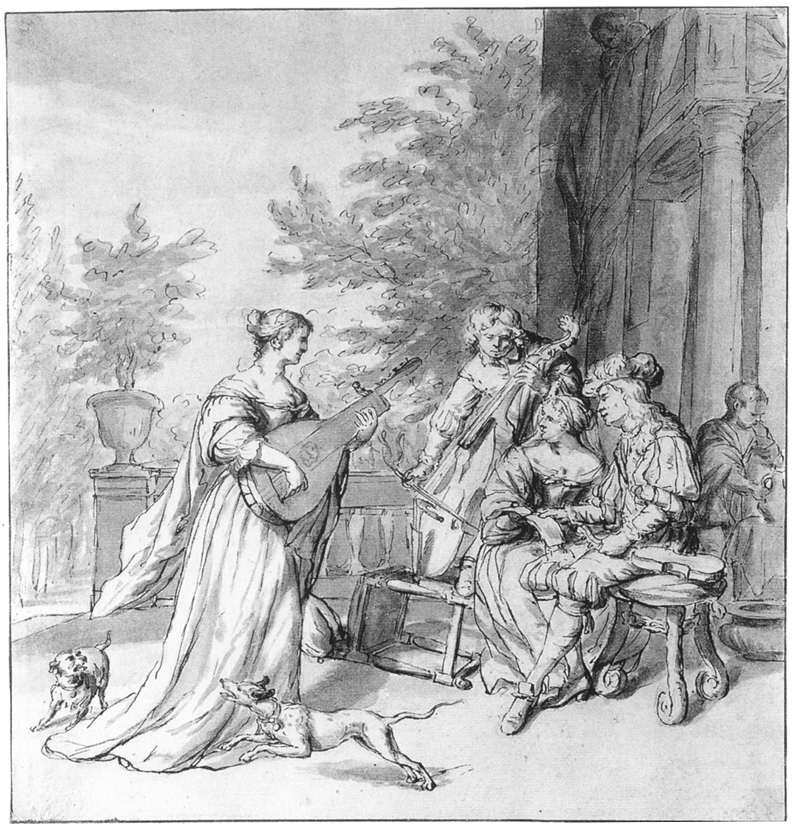
Светское общество на террасе. Эскиз, Берлинская картинная галерея.
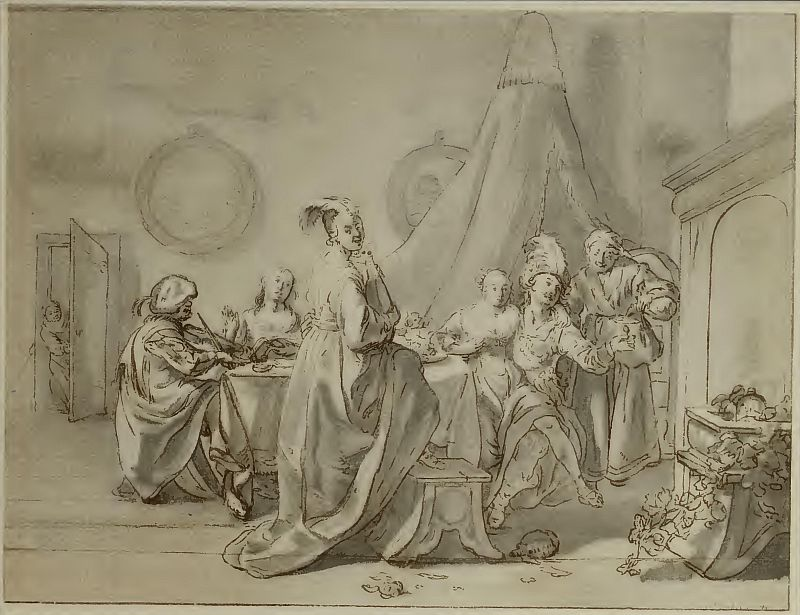
Музицирующая компания. Эскиз, Гамбургский кунстхалле.
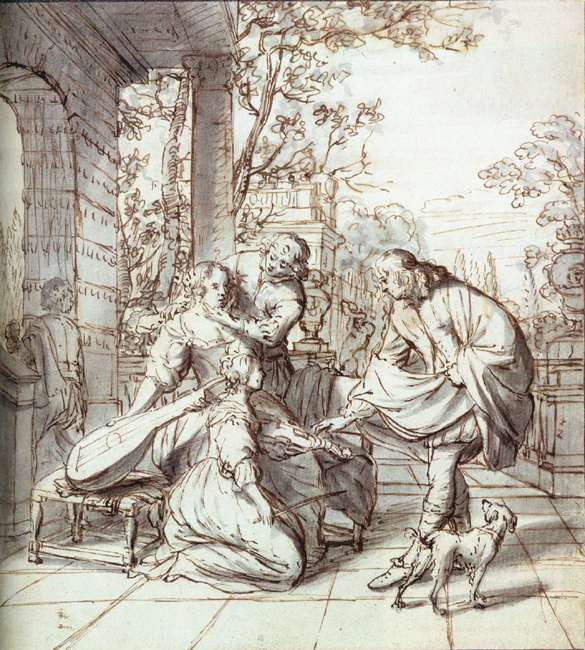
Светское общество на террасе. Эскиз (для другой картины), Рейксмюсеум, Амстердам.
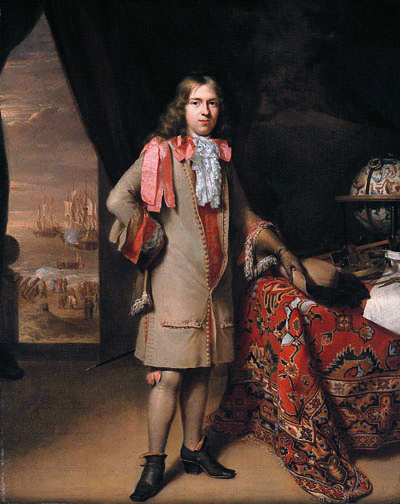
Портрет Виллема де Фламминга, Австралийский национальный морской музей, Сидней.
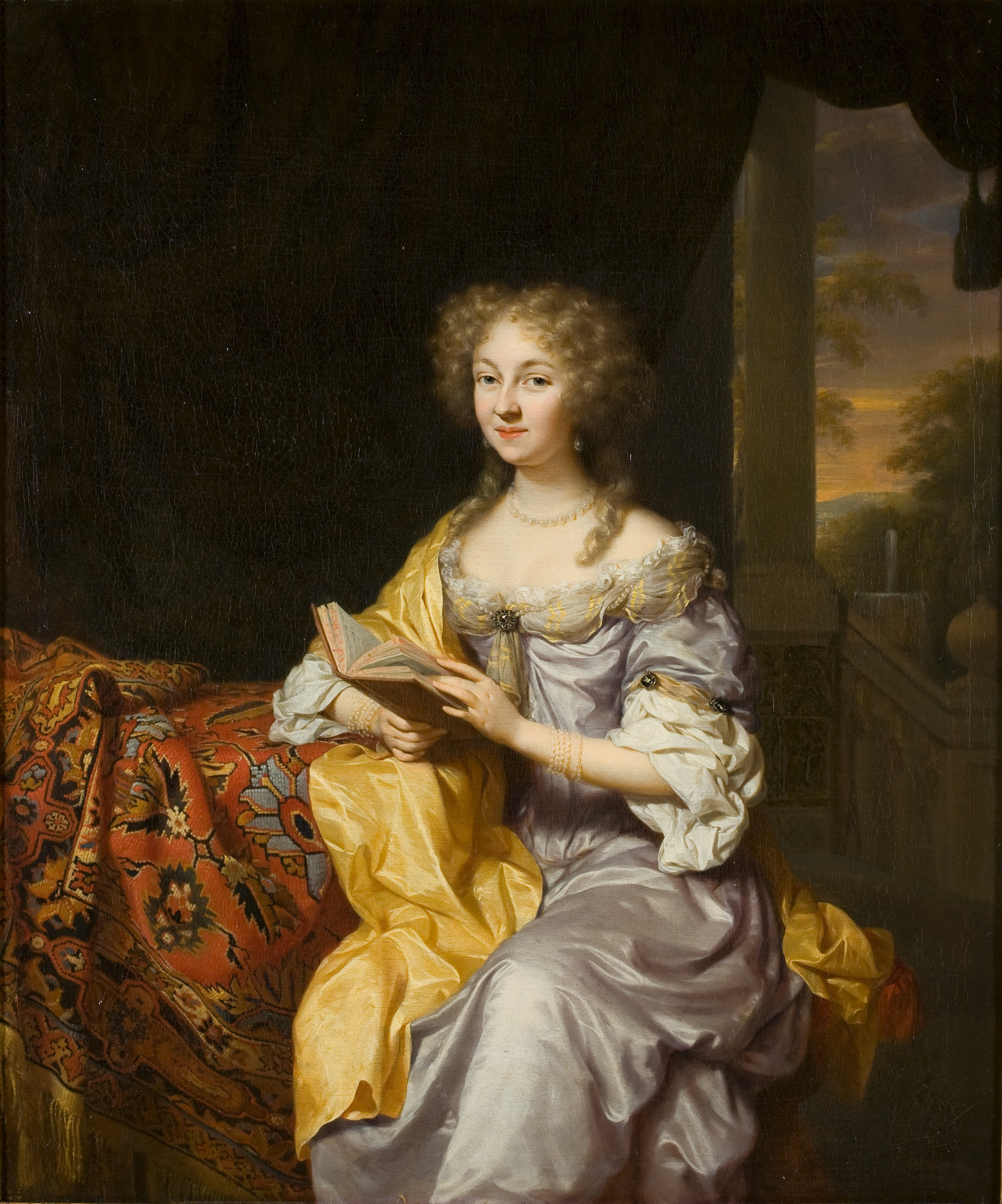
Портрет Петронеллы ван Боогаарт, Государственный музей Твенте,  Энсхеде, Нидерланды.
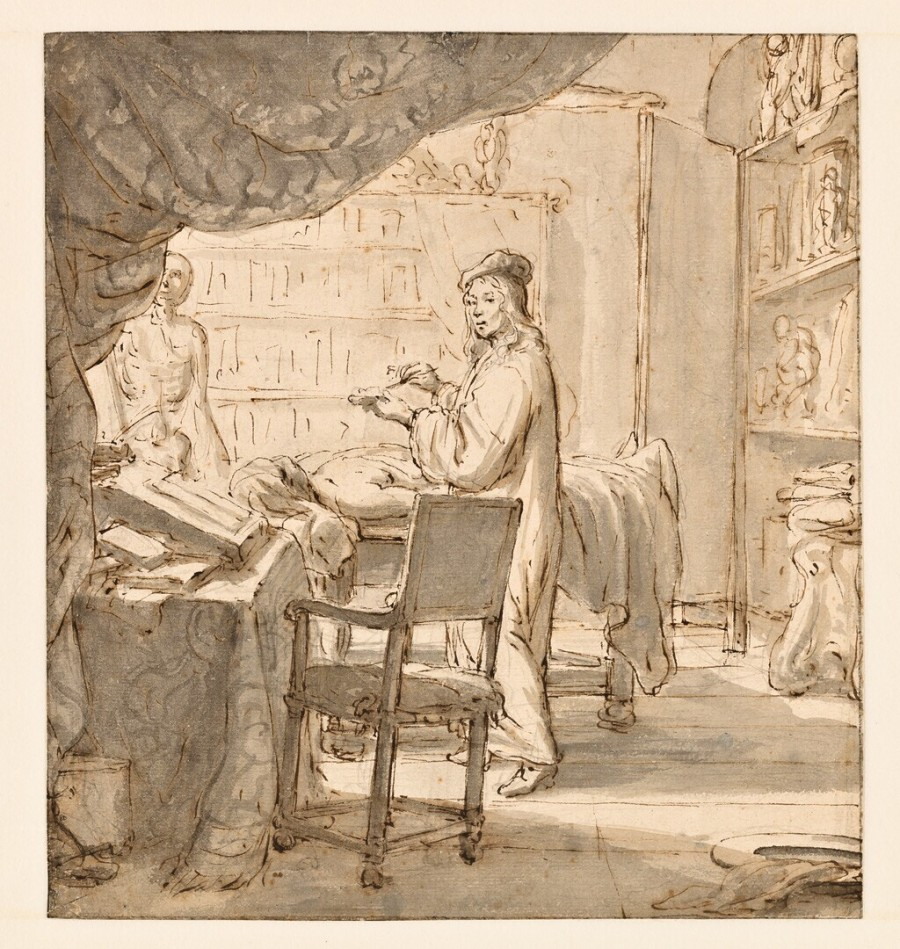
Портрет анатома. Эскиз, музей Бойманса — ван Бёнингена, Роттердам, Нидерланды.
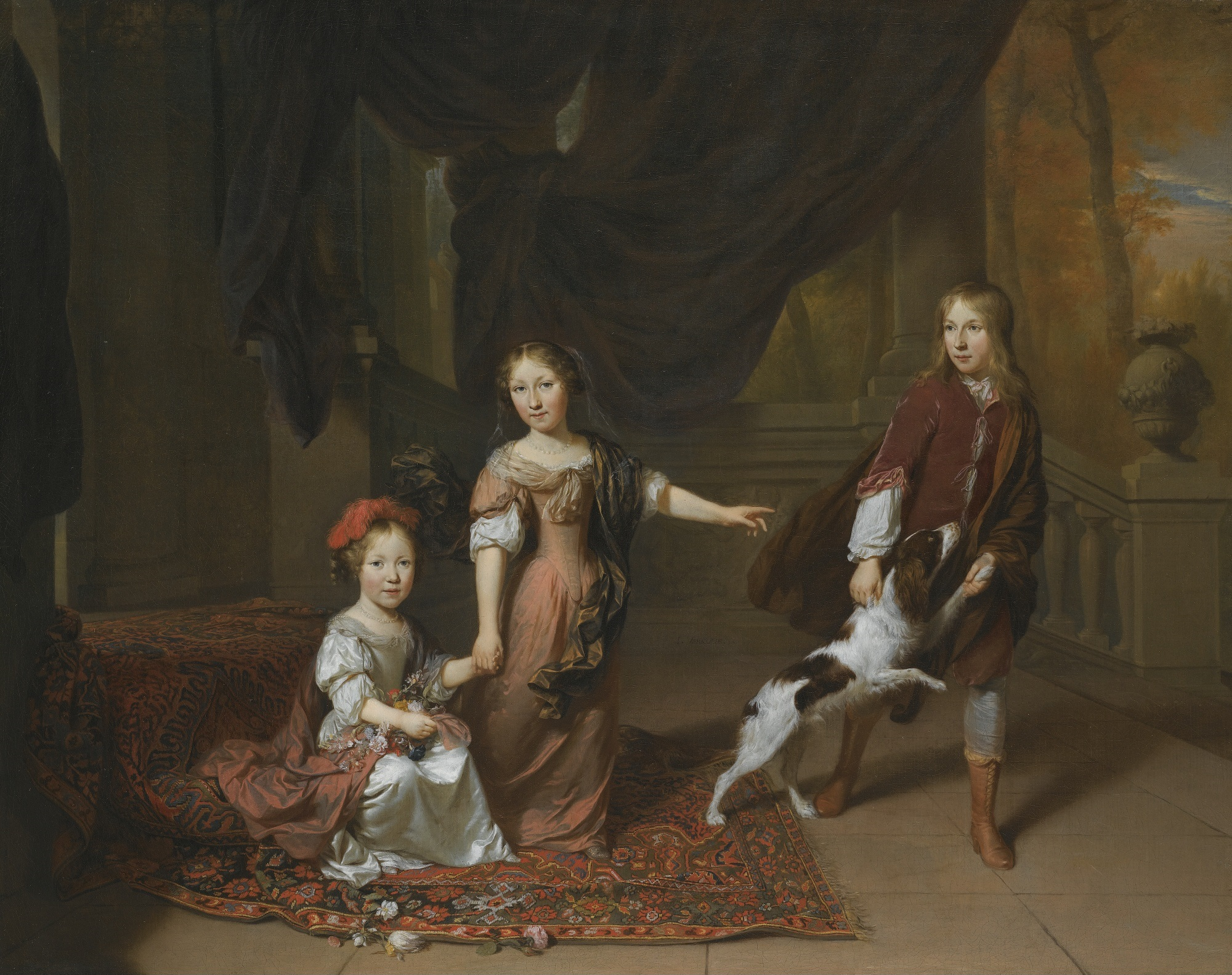
Портрет детей, играющих с собакой. Аукционный дом «Сотбис», продажа 2011 года (ныне — в частном собрании).